# Циновка ягуара

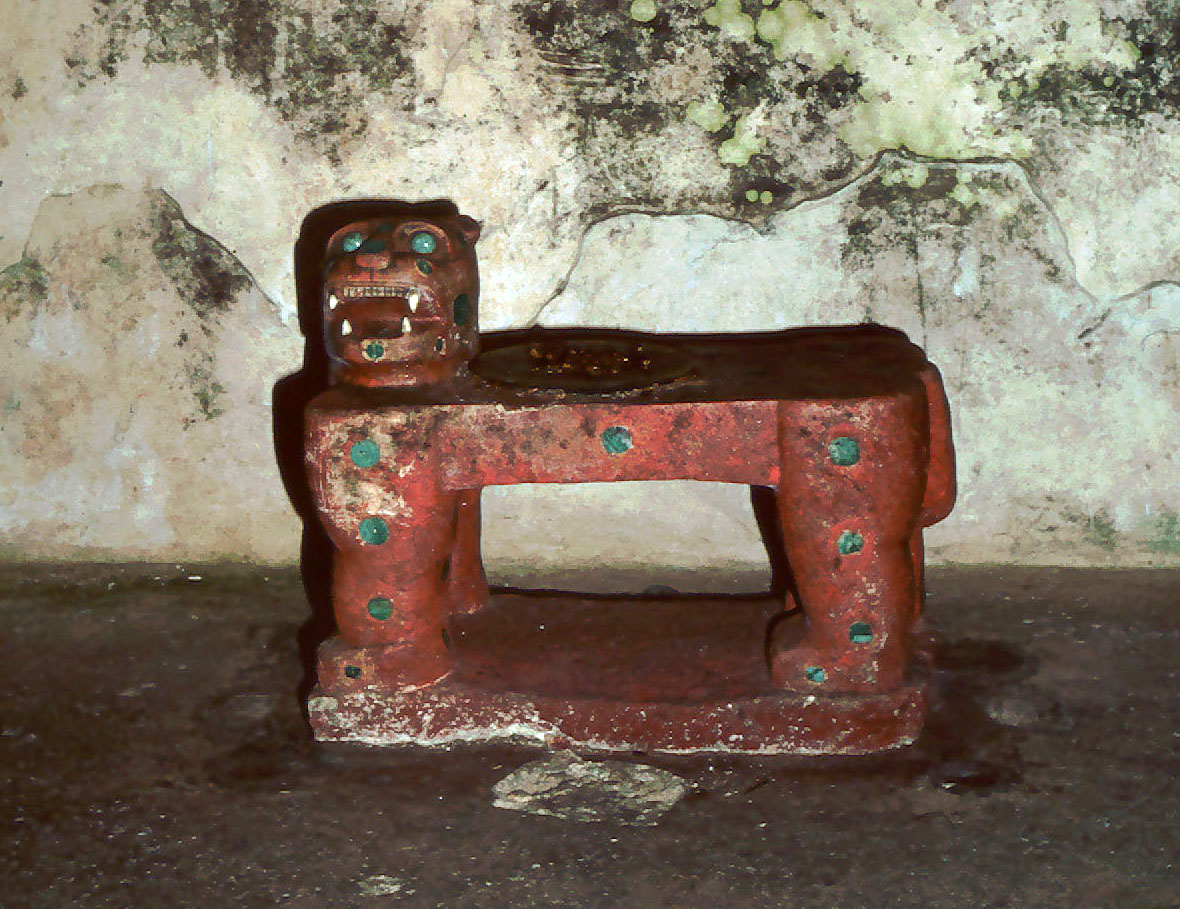
Трон володаря з головою ягуара. Чичен-Іца

Циновка ягуара — позначення трону володаря у державах Месоамерики. Цей вираз особливо широко застосовувався в мая, ацтеків, акольхуа, та тепанеків. Загалом був одним із символом влади правителя. За легендою першим володарем, хто мав такий трон був Кукулькан.

## Характеристика
Натепер відсутні точні джерела звідки походить традиція називати трон володаря циновкою ягуара. На думку деяких дослідників, вона з'явилася за часів тольтеків або ольмеків, згідно інших — в часи цивілізації Теотіуакана. Знайдено трон (циновку ягуара) в Чичен-Іці, яка на думку деяких дослідників належала Топільціну Се Акатль Кецалькоатлю. Спочатку володарі або сиділи на шкурі ягуара, або покривали нею місце розташування (лаву) у центральній залі палацу.
В Анауакі (Мексиканській долині) циновку ягуара також називали троном ягуара (tlatocaipalli). Був важливою складовою процесу інтронізації нового тлатоані. У піктографічних рукописах його зображення з'являється, починаючи з Іцкоатля. Про трон (циновку: петлатль на науатль, «poop» — мовою мая) ягуара згадується у кодексі Борджіа. Інша назва його була трон орла (cuauhicpalli). Ягуар і орел є споконвічними символами могутності та влади серед корінних народів Месоамерики. Сьогодні трон зберігся трон Монтесуми II, що був зроблений з каменя у вигляді своєрідної піраміди, на спинці були вирізьблені камінь сонця, людина-ягуар і людина-орел. На жаль дотепер не зберігся жоден з тронів з Тескоко та Тлакопана. За деякими відомостями володарі Тлашкали, Чолули й Уешкоцінко також мали циновки ягуара, втім їх не знайдено.
Циновка з найдавніших часів вважалася у мая відмітним знаком правителя, одним з його титулів був «ах-поп» — «той, що володіє циновкою». Її зображення знайдено на численних зображеннях в маянських храмах, зокрема Тікаля.